# Полум'я під попелом
«Полум'я під попелом» (рос. Пламя под пеплом) — білоруський 8-серійний драматичний художній фільм, знятий на кіностудії «Білорусьфільм» за підтримки Міністерства оборони Республіки Білорусь у 2022 році.

## Сюжет
Картина розповідає про реальні історичні події післявоєнного життя білорусів і про масштабне гуманітарне розмінування території нашої країни, вилучення вибухонебезпечних предметів, що залишилися часів німецько-радянської війни, яке зараз триває. здійснюються білоруськими військовими.